# پوپک و مش ماشاالله
پوپک و مش ماشاالله فیلمی به کارگردانی فرزاد مؤتمن ساخته سال ۱۳۸۷ است. این فیلم در سال ۱۳۸۸ اکران شده‌است.

## خلاصه داستان
پوپک (مهناز افشار) به‌تازگی از خارج برگشته است. عمه‌اش احترام‌ خانوم (مریم امیرجلالی)، که به خاطر بیماری در بیمارستان بستری شده، مجبور است پوپک را به مباشرش، مش ماشاالله (فرهاد آئیش) که فردی خشک مذهب و غیرتی است بسپارد….

## بازیگران
- فرهاد آئیش  در نقش مش ماشالله
- امین حیایی  در نقش محسن
- مهناز افشار  در نقش پوپک
- بهاره رهنما  در نقش زهره
- سروش صحت  در نقش سام
- مریم امیرجلالی  در نقش احترام
- پروین میکده  در نقش مادر ماشالله
- رابعه اسکویی  در نقش عفت
- اردشیر کاظمی  در نقش پیرمرد کافه
- احمدرضا اسعدی در نقش پزشک